# Wohnhaus Wilmannsberg 17
Das Wohnhaus Wilmannsberg 17 in Bremen-Vegesack, Ortsteil Vegesack, Wilmannsberg 17, stammt von etwa 1830.
Das Gebäude steht seit 1973 unter Bremischem Denkmalschutz.

## Geschichte
Das zweigeschossige klassizistische verputzte Gebäude mit einem Walmdach wurde um 1830 gebaut. Bemerkenswert sind die Eingangstür und die Brüstungen im Obergeschoss mit ihren Eisengussteilen von der Eisengießerei Uhthoff.